# Кариус и Бактериус
«Кариус и Бактериус» (норв. Karius og Baktus) — детская сказка норвежского писателя и драматурга Турбьёрна Эгнера, опубликованная в 1949 году. Книга пропагандирует здоровый образ жизни, а именно — необходимость чистить зубы. Она содержит оригинальные цветные иллюстрации автора.
Русский перевод книги выполнен в 1990 году Людмилой Брауде.

## Сюжет
Главными героями сказки являются черноволосый Кариус и рыжеволосый Бактериус, имена которых образованы от терминов «кариес» и «бактерия». Они обитают в зубных полостях мальчика, которого зовут Йенс. Кариусу и Бактериусу живётся особенно хорошо, когда Йенс не чистит зубы после того, как он поест белый хлеб со сладким сиропом. В конце концов зубной врач заделывает полости в зубах Йенса, и Кариусу и Бактериусу больше нет места во рту у мальчика.

## В популярной культуре
В Норвегии фраза из книги: «Ikke gjør som mora di sier, Jens!» является крылатой (в переводе Л. Брауде — «Не слушайся маму, Йенс!»; дословный перевод — «Не делай, как говорит твоя мама, Йенс!»).
Один из первых мультипликационных фильмов режиссёра Иво Каприно — кукольный мультфильм «Karius og Baktus» (1955)